# Замлинський Ростислав Теодозійович
Ростислав Теодозійович Замлинський (нар. 27 лютого 1976, місто Львів Львівської області) — український підприємець, державний діяч. Перший заступник голови Державної служби спеціального зв'язку та захисту інформації України (з 22 листопада 2024). Заступник Міністра оборони України з 14 січня 2022 року. Колишній перший заступник Міністра з питань реінтеграції тимчасово окупованих територій України (11 березня 2020 — 24 листопада 2021), 1-й заступник голови Львівської обласної державної адміністрації, тимчасовий виконувач обов'язків голови Львівської обласної державної адміністрації (з 11 червня до 5 липня 2019 року).

## Життєпис
У вересні 1993 — червні 1998 року — студент Львівської комерційної академії, за спеціальністю міжнародні економічні відносини, економіст зі знанням іноземної мови.
У червні 1998 — липні 1999 року — начальник відділу маркетингу ТзОВ «ЛИБІДЬ-ПЛЮС» у м. Києві. У серпні — грудні 1999 року — тимчасово не працював. У січні — лютому 2000 року — економіст 1 категорії відділу міжнародних розрахунків валютного контролю та валютно-фінансових операцій відділення у м. Львові ВАТ «Державний експортно-імпортний банк України». У березні — грудні 2000 року — тимчасово не працював.
У січні — лютому 2001 року — менеджер з маркетингу Центру Підтримки Бізнесу «НюБізнет» у м. Львові. У лютому — серпні 2001 року — спеціаліст, головний спеціаліст ТзОВ «ГАЗМА» у м. Львові.
У 2001 році закінчив магістратуру Львівської комерційної академії, здобув спеціальність магістра міжнародних економічних відносин.
У вересні 2001 — липні 2005 року — фізична особа — підприємець. У серпні 2005 — лютому 2007 року — заступник начальника контрольно-ревізійного відділу у м. Львові КРУ у Львівській області.
У 2006 році закінчив Інститут післядипломної освіти Львівської комерційної академії, за спеціальністю правознавство, спеціаліст з правознавства.
У лютому — грудні 2007 року — фінансовий директор Міжнародного благодійного фонду «Україна 3000» у м. Києві. У грудні 2007 — липні 2011 року — фінансовий директор Благодійного фонду «Дитяча Лікарня майбутнього» у м. Києві. У серпні — листопаді 2011 року — отримував виплати допомоги з безробіття від Львівського міського центру зайнятості. У листопаді 2011 — травні 2013 року — комерційний директор ТзОВ «К. С. Р.» у м. Києві.
У червні 2013 — березні 2014 року — директор комерційного заводу «Електронмаш» Дочірнього підприємства ПАТ «Концерн-Електрон» у м. Львові.
У квітні — червні 2014 року — помічник заступника голови Львівської обласної ради.
У червні — жовтні 2014 року — 1-й заступник начальника Державної фінансової інспекції у Львівській області Державної фінансової інспекції України.
У жовтні 2014 — лютому 2015 року — начальник Державної фінансової інспекції в Рівненській області Державної фінансової інспекції України.
У лютому — червні 2015 року — радник патронатної служби апарату Львівської обласної державної адміністрації.
З червня 2015 року — перший заступник голови Львівської обласної державної адміністрації.
З 11 червня до 5 липня 2019 року — тимчасовий виконувач обов'язків голови Львівської обласної державної адміністрації.
Від 14 січня 2022 до 18 вересня 2023 року — заступник Міністра оборони України.
Посол з особливих доручень в МЗС. Ймовірно з початку 2024.
Від 22 листопада 2024 р. — перший заступник голови Державної служби спеціального зв'язку та захисту інформації України.

## Скандали
Саме Замлинський, коли був заступником ексміністра оборони Резнікова, протягов 2022-2023 років погоджував контракти із закупівлі харчів для ЗСУ за завищеними цінами, серед яких був і скандальний з яйцями по 17 грн. Дзеркало тижня повідомляло, що Замлинський відповідав за фінанси й водночас контролював антикорупційний блок.
Після корупційного скандалу отримав посаду посла з особливих доручень в МЗС з питань озброєння.

## Нагороди
- орден Данила Галицького (22.08.2022) — за особисту мужність і самовіддані дії, виявлені у захисті державного суверенітету та територіальної цілісності України, вірність військовій присязі.